# مرچه
مرچه (به صربی: Mrče) یک منطقهٔ مسکونی در صربستان است که در کورشوملیا واقع شده‌است. مرچه ۹۳ نفر جمعیت دارد.